# Austrolimnophila (Austrolimnophila) nokonis
Austrolimnophila (Austrolimnophila) nokonis is een tweevleugelige uit de familie steltmuggen (Limoniidae). De soort komt voor in het Oriëntaals gebied.